# هاتنوعا
هاتنوعا (به عبری: הַתְּנוּעָה به معنی جنبش) یک حزب سیاسی لیبرال اسرائیلی است که تسیپی لیونی در نوامبر ۲۰۱۲ تأسیس کرد تا نماینده طرفداران ازسرگیری گفتگوهای صلح با فلسطینیان باشد.
لیونی تا مارس ۲۰۱۲ رهبری حزب کادیما را بر عهده داشت اما وقتی در انتخابات رهبری حزب از شائول موفاز -که نماینده جناح محافظه‌کار کادیما بود- شکست خورد، تصمیم گرفت تا از کادیما جدا شده و به همراه طرفداران خود حزبی لیبرالتر و صلح‌طلبتر را تأسیس کند. او این حزب را با استفاده از ساختارهای حزب هتس بنا نهاد که یک شاخه انشعابی از حزب لیبرال شینویی بود. چند روز پس از اعلام تشکیل حزب آمرام میتسنا و امیر پرتز از رهبران سابق حزب کار اسرائیل نیز به آن پیوستند.
هاتنوعا اولین آوردگاه انتخاباتی خود را در سال ۲۰۱۳ تجربه کرد. آن‌ها هرچند از نظر ایدئولوژیکی به حزب کار و یش عتید نزدیک بودند اما در تبلیغات انتخاباتی خود به شکل متفاوتی ظاهر شده و به جای تأکید بر مسائل داخلی و اقتصادی-اجتماعی به سراغ سیاست خارجی رفته و اعتقاد به حرکت فوری برای دستیابی به یک توافق صلح با فلسطینی‌ها داشتند.
هاتنوعا در این انتخابات با جنبش سبز اسرائیل ائتلاف کرده و بسیاری از ایده‌های محوری این جنبش را هم در اصول حزبی خود منعکس کرد. صلح اعراب و اسرائیل، عدالت اجتماعی، حفاظت از محیط زیست، استفاده از جوامع عرب و حریدی در نیروهای نظامی و نیروی کار، و تکثرگرایی دینی از دیدگاه‌های بنیادین هاتنوعا است. هاتنوعا در این انتخابات به کسب ۶ کرسی در کنست (پارلمان ۱۲۰ نفره اسرائیل) نائل آمد و به دولت ائتلافی بنیامین نتانیاهو پیوست. دو وزارتخانه به هاتنوعا سپرده شد. لیونی وزیر امورخارجه و امیر پرتز (رهبر سابق حزب کار که اکنون به هاتنوعا پیوسته بود) وزیر محیط زیست شدند. در دسامبر ۲۰۱۴ اخراج لیونی و یائیر لپید وزیر دارایی (رهبر حزب یش عتید) از کابینه مقدمات انحلال دولت را فراهم آورد.
هاتنوعا تصمیم گرفت تا در انتخابات پارلمانی ۲۰۱۵ اسرائیل با حزب کار اسرائیل ائتلاف کرده و فهرست مشترکی را با عنوان «کمپ صهیونیستی» ارائه دهند. لیونی به عنوان نفر دوم این فهرست انتخاب شده و رتبه‌های ۸، ۱۶، ۲۱، ۲۴ و ۲۵ نیز به اعضای هاتنوعا داده شد. کمپ صهیونیستی در این انتخابات با کسب ۲۴ کرسی پس از لیکود با ۳۰ کرسی در رتبه دوم قرار گرفت.